# Fritz Scheel
Johann Friedrich Ludwig Scheel (ur. 7 listopada 1852 w Stockelsdorf koło Lubeki, zm. 13 marca 1907 w Filadelfii) – niemiecki dyrygent i skrzypek aktywny w USA; założyciel i pierwszy dyrektor muzyczny Orkiestry Filadelfijskiej.

## Życiorys
Pochodził z muzycznej rodziny, jego ojciec był dyrygentem orkiestry symfonicznej w Lubece. W latach 1864–1867 studiował grę na skrzypcach u Ferdinanda Davida w Lipsku. W wieku 17 lat był koncertmistrzem orkiestry w Bremerhaven. W latach 1869–1890 dyrygował orkiestrami w Schwerinie, Bremie, Chemnitz i Hamburgu.
W 1893 wyjechał do USA, gdzie dyrygował orkiestrami w kilku głównych miastach, m.in. w Nowym Jorku i Chicago. W latach 1895–1899 zorganizował i prowadził orkiestrę symfoniczną w San Francisco, którą nazwał Vienna Prater Orchestra. Latem 1899 dyrygował koncertami w Woodside Park w Filadelfii, a następnie został zatrudniony do poprowadzenia trzech dorocznych koncertów Philadelphia Symphony Society i dwóch koncertów z profesjonalnymi muzykami. Doprowadziło to do powstania w 1900 Orkiestry Filadelfijskiej. Scheel został jej dyrektorem muzycznym i prowadził ją aż do swojej śmierci w 1907.
W skład orkiestry wchodziło 85 muzyków, głównie niemieckich, bądź wykształconych w Europie. Podczas koncertu inauguracyjnego, który odbył się 16 listopada 1900, zagrano utwory Goldmarka, Beethovena, Czajkowskiego, Webera i Wagnera. Repertuar orkiestry obejmował dzieła najważniejszych kompozytorów europejskich, często były to wykonania premierowe na scenie amerykańskiej. Scheel angażował czołowych wykonawców gościnnych, takich jak Richard Strauss, Fritz Kreisler, Felix Weingartner i Olga Samaroff, przyszła żona Leopolda Stokowskiego. Orkiestra koncertowała w różnych miastach, w tym w Bostonie. 29 stycznia 1906 Scheel wraz z orkiestrą w okrojonym składzie (32 muzyków) dał koncert muzyki kameralnej w Białym Domu dla prezydenta Theodore’a Roosevelta, a następnego wieczoru cała orkiestra wystąpiła w Columbia Theatre w Waszyngtonie.
Scheel dyrygował chórem Eurydyki w Filadelfii (1900–1907) i Orpheus Club (1905–1907), a także organizował miejskie koncerty muzyki kameralnej. Jego pełen dramatyzmu styl dyrygencki charakteryzował się precyzją i prostotą interpretacji; współcześnie jest porównywany do stylu Feliksa Weingartnera.